# Kraftwerk Gavin
Das Kraftwerk General James M. Gavin ist ein Kohlekraftwerk in Cheshire im US-Bundesstaat Ohio. Das Kraftwerk besitzt eine installierte Leistung von 2,6 GW und ist nach James M. Gavin benannt. Es ist direkt am Ohio River gelegen.
Ende 2016 wurde das Kraftwerk von American Electric Power an ein Joint Venture aus den Private-Equity-Gesellschaften BlackRock und ArcLight verkauft.

## Blöcke
| Block | Leistung | Inbetriebnahme | Dampferzeuger    |
| ----- | -------- | -------------- | ---------------- |
| 1     | 1300 MW  | 1974           | Babcock & Wilcox |
| 2     | 1300 MW  | 1975           | Babcock & Wilcox |